# Casey Mears
Casey Mears, född den 12 mars 1978 i Bakersfield, Kalifornien, USA, är en amerikansk racerförare. Han är son till Roger Mears, och brorson till Rick Mears, flerfaldig vinnare av CART och Indy 500.

## Racingkarriär
Mears tävlade med formelbilar som ung, och gjorde några starter i både CART och IndyCar Series, och lyckades ta en topp-tioplats i CART på fem starter. Han började sedan köra i Nascar med Chip Ganassi Racing, och lyckades ta två stycken pole position under 2004, men lyckades inte vinna något race med teamet. Hans bästa slutplacering med Ganassi i Nextel Cup blev en 14:e plats 2006. Samma år vann Mears även Daytona 24-timmars tillsammans med IndyCar-förarna Scott Dixon och Dan Wheldon, vilket gjorde honom till den förste akttive Nascar-föraren att vinna det klassiska sportvagnsracet. Året därpå gick Mears till Hendrick Motorsports, där han vann sitt första race på Lowe's Motor Speedway i Charlotte, North Carolina i Coca-Cola 600. Det var annars en sejour i teamet som inte var särskilt lyckad för Mears, då han inte blev bättre än femtonde som näst i mästerskapet (2007), och han fick lämna teamet för Richard Childress Racing för 2009.

### Segrar Nascar Cup
| Nr | Bana      | År   |
| -- | --------- | ---- |
| 1  | Charlotte | 2007 |